# Elisabeth von Stephani-Hahn

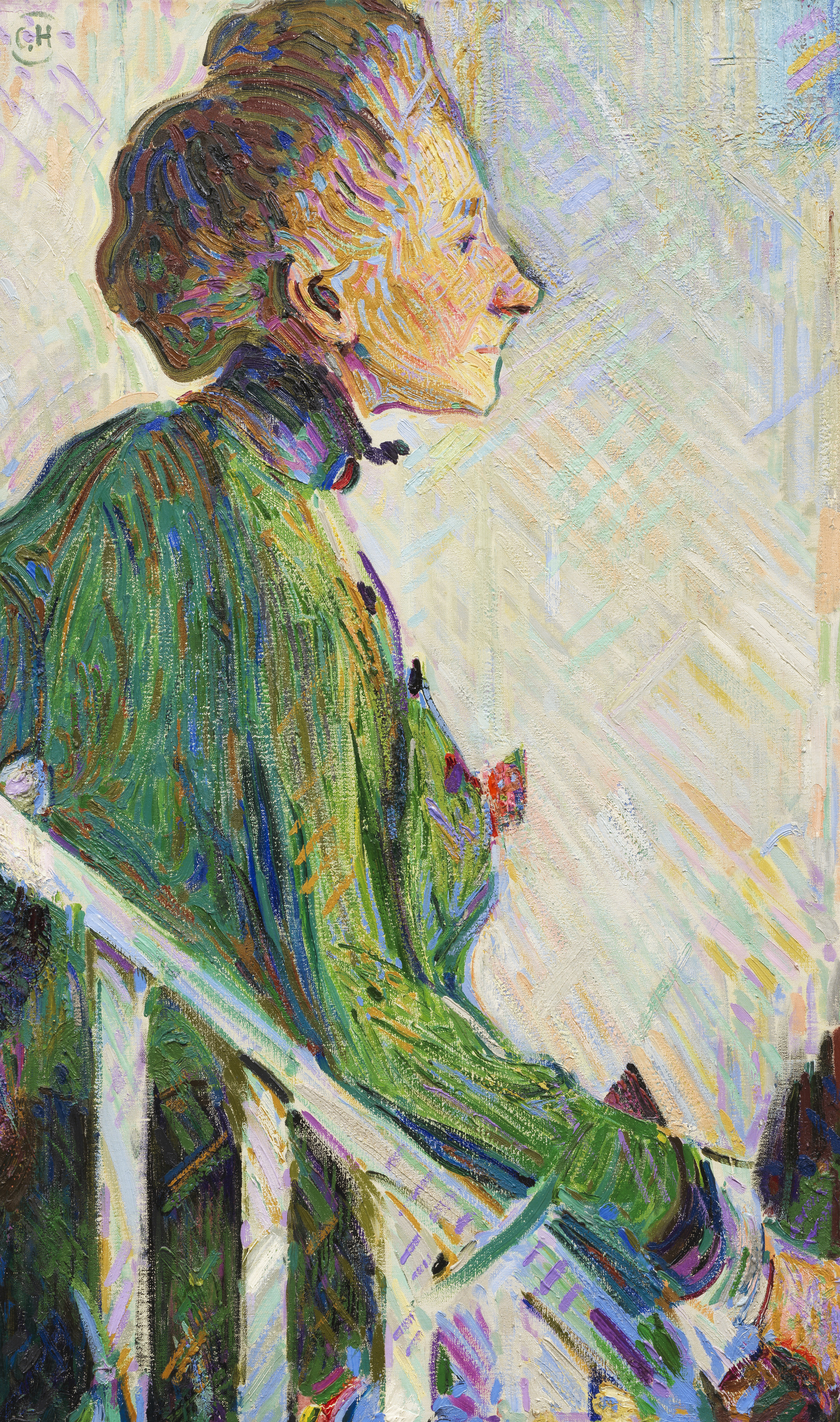
Curt Herrmann: Bildnis Elisabeth von Stephani-Hahn, 1916

Elisabeth Franziska Karoline von Stephani geb. von Hahn (* 11. Juni 1868 in Achim; † nach 1939) war eine deutsche Kunstschriftstellerin, Malerin und Lehrerin. Sie gilt als die Wegbereiterin der künstlerischen Schaufenstergestaltung. Sie war ab 1904 für die Gestaltung der Glasvitrinen des Warenhauses Wertheim in Berlin zuständig und hatte dort bis 1925 die Stelle des künstlerischen Beirates inne. Sie unterrichtete außerdem Schaufenstergestaltung an der Reimann-Schule in Berlin-Schöneberg. Sie verfasste das Buch Schaufensterkunst.

## Familie
Geboren wurde sie als Tochter des Amtsgerichtsrats Leonhard Karl Anton von Hahn und dessen Ehefrau Amanda Hermine Luise geb. von Ilten. Ihre Schwester Magdalene von Hahn war ebenfalls Lehrerin. 1912 heiratete sie in Berlin-Wilmersdorf den Hauptmann Franz von Stephani.

## Werke
- Schaufensterkunst. Schottländer, Berlin 1919.
- Das Schaufenster. In: Fr. W. Stoy (Hrsg.): Des Drogenhändlers Kundenwerbung : Das Gesamtgebiet der drogistischen Werbung. Verlagsgesellschaft R. Müller, Eberswalde 1927.